# モーガン (バンド)
モーガン（Morgan）は、イギリスのプログレッシブ・ロック・バンド。

## 来歴
- 1971年 - 元ラブ・アフェアーのモーガン・フィッシャー、モーリス・ベーコン、ボブ・サプセッド、元スマイルのティム・スタッフェルにより結成。
- 1972年 - 1枚目のアルバム『ノヴァ・ソリス』を録音。
- 1973年 - 2枚目のアルバム『ブラウン・アウト』を録音。(発表は1976年)

解散後、フィッシャーはサード・イアー・バンド→モット・ザ・フープルへ。

## メンバー
- モーガン・フィッシャー (Morgan Fisher) - シンセサイザー、ピアノ、エレクトリック・ピアノ、オルガン、メロトロン (1971年-1973年)
- ティム・スタッフェル (Tim Staffell) - ボーカル、アコースティックギター、ギター (1971年-1973年)
- ボブ・サプセッド (Bob Sapsed) - ベース (1971年-1973年)
- モーリス・ベーコン (Maurice Bacon) - ドラムス、パーカッション (1971年-1973年)

## ディスコグラフィ

### スタジオ・アルバム
- 『ノヴァ・ソリス』 - Nova Solis (1972年)
- 『ブラウン・アウト』 - Brown Out (1976年) ※1973年録音。CD再発の際に『The Sleeper Wakes』と改題したヴァージョンもある。

### その他
- スマイル: "Earth / Step On Me" (1969年)
- スマイル: Gettin' Smile (1982年) ※1969年録音。1997年、CD再発の際にボーナス曲を追加して『Ghost Of A Smile』と改題
※スマイルは、スタッフェルが在籍していたクイーンの前身バンド。スマイルの「Earth」がアルバム『ノヴァ・ソリス』内の「ノヴァ・ソリス組曲」の一部として再演されている。